# Stabiae

Stabiae was een Romeinse plaats aan de baai van Napels, ongeveer 5 km vanaf Pompeï, op de plaats van het huidige Castellammare di Stabia.
Er was in Stabiae bewoning vanaf de 8e eeuw v.Chr., zoals is gebleken bij de opgraving van een necropolis van meer dan 300 graven aan de Via Madonna delle Grazie in 1957. Daar werd onder andere Korinthisch en Etruskisch aardewerk aangetroffen. De kleine havenplaats werd al in de 6e eeuw v.Chr. overvleugeld door de Griekse en Etruskische handelaren uit Pompeï. Samen met Pompeï en Herculaneum verzette het zich in de Bondgenotenoorlog (90-89 v.Chr.) tegen de Romeinen, maar werd verwoest door Sulla op 30 april 89 v.Chr. Daarna had Stabiae nog slechts de status van pagus (dorp) en werden er op de plaats van het oude Stabiae luxe Romeinse villa’s aangelegd (aldus Plinius de Oudere, Nat. Hist. III, 9, 70).
Bij de uitbarsting van de Vesuvius in 79 n.C. werd Stabiae bedekt onder een laag as van ongeveer twee meter dik. Plinius de Jongere beschrijft in zijn beroemde brief (Brieven VI, 16) over de uitbarsting van de Vesuvius hoe zijn oom Plinius de Oudere met een groot schip naar Stabiae ging om daar ene Pomponianus en anderen te redden. Deze oom kwam in Stabiae om bij zijn reddingsactie.
Opgravingen in Stabiae begonnen in de 18e eeuw onder koning Karel van Bourbon van Napels, waarbij de Villa San Marco, de Villa van de herder en de Villa van Ariadne werden blootgelegd. Systematische opgravingen vonden plaats in de jaren 1950-1962 onder leiding van schooldirecteur Libero D’Orsi. De belangrijkste vondsten werden ondergebracht in een antiquarium dat was ingericht in de middelbare school.
De al eerder opgegraven villa’s werden verder onderzocht. Inmiddels is duidelijk dat zich tegen de heuvel een lint van grote luxe villa’s bevond. Deze hadden ruime woonvertrekken, baden, zuilengalerijen, nymphea en binnentuinen. Grote delen van de fresco’s zijn bewaard gebleven. Enkele ervan zijn ook te zien in het Archeologisch Museum te Napels. Meer in het binnenland zijn enkele villae rusticae gevonden, die op de landbouw (o.a. wijnbouw) waren gericht.
Aan de rand van het moderne Castellammare di Stabia zijn drie van de villa's opengesteld voor bezoekers: de Villa van Ariadne, de daar direct naast gelegen villa die het 'Tweede complex' wordt genoemd, en de Villa San Marco. In 2001 werd de stichting RAS (Restoring Ancient Stabiae) in het leven geroepen die als doel heeft een archeologisch park te ontwikkelen.